# Tournoi pré-olympique de la CONCACAF 1988
Navigation
Los Angeles 1984 Barcelone 1992
Le tournoi pré-olympique de la CONCACAF 1988 a eu pour but de désigner les 2 nations qualifiées au sein de la zone Amérique du Nord, Amérique centrale et Caraïbes pour participer au tournoi final de football, disputé lors des Jeux olympiques de Séoul en 1988,,.
Les tours de qualification et le tournoi pré-olympique de la CONCACAF ont eu lieu du 25 janvier 1987 au 29 mai 1988 et ont permis aux États-Unis et au Mexique de se qualifier pour le tournoi olympique, ces derniers ont toutefois été disqualifiés et remplacé par le Guatemala. Les six derniers participants à la ronde finale continentale octroyant deux places qualificatives ont été répartis dans deux poules et déterminés dans les trois zones réunissant les 16 nations inscrites à l'issue d'un système à élimination directe disputé en match aller-retour, en jouant si nécessaire des prolongations et, au besoin, une séance de tirs au but, si les deux équipes sont toujours à égalité au terme des prolongations. Le Suriname a en définitive renoncé à participer.

## Pays qualifiés
| Dates                             | Lieu      | Places | Qualifiés                    |
| --------------------------------- | --------- | ------ | ---------------------------- |
| du 25 janvier 1987 au 29 mai 1988 | Itinérant | 2      | États-Unis Mexique Guatemala |

## Format des qualifications
Dans le système à élimination directe avec des matches aller et retour, en cas d'égalité parfaite au score cumulé des deux rencontres, les mesures suivantes sont d'application :

- Organisation de prolongations et, au besoin, d'une séance de tirs au but, si les deux équipes sont toujours à égalité au terme des prolongations, et
- La règle des buts marqués à l'extérieur est en vigueur.

Dans les phases de qualification en groupe disputées selon le système de championnat, en cas d’égalité de points de plusieurs équipes à l'issue de la dernière journée, les critères suivants sont appliqués dans l'ordre indiqué pour établir leur classement :

- Meilleure différence de buts,
- Plus grand nombre de buts marqués.

## Résultats des qualifications

### Premier tour

#### Zone Amérique du Nord (NAFU)
| Équipe 1 | Résultat | Équipe 2   | Aller | Retour |
| -------- | -------- | ---------- | ----- | ------ |
| Bermudes | 2 - 7    | Mexique    | 2 - 1 | 0 - 6  |
| Canada   | 2 - 3    | États-Unis | 2 - 0 | 0 - 3  |

#### Détail des rencontres
| 1er avril 1987 | Bermudes                       | 2 - 1 | Mexique              | Bermuda National Stadium Hamilton, Bermudes   |                                               |
| | Lugo (es) 81e (csc) · Wade 90e | (0 - 1) | de la Torre (en) 12e | Spectateurs : 1 500 Arbitrage : Domingo Pérez | Spectateurs : 1 500 Arbitrage : Domingo Pérez |
| Williams - Q. Simmons, Richardson, L. Simmons, D. Brown (en) - Stowell, Thompson (en), Bascome, Hill ( 67e Wade) - Swan, Dill ( 67e Musom) | Équipes                        | Pineda (es) - Lugo (es), Zavala, Cruz, Servín - Fernández, Romero, Mendizábal ( 83e Luna (en)), Galindo - Lira, de la Torre (en) ( 46e Hernández) |                      | Spectateurs : 1 500 Arbitrage : Domingo Pérez | Spectateurs : 1 500 Arbitrage : Domingo Pérez |

| 13 mai 1987 | Mexique                                                   | 6 - 0 | Bermudes | Estadio Nemesio Díez Toluca, Mexique            |                                                 |
| | de la Torre (en) 1re 45e 60e · Galindo 47e 81e · Cruz 71e | (2 - 0) |          | Spectateurs : 30 000 Arbitrage : Edward Bellion | Spectateurs : 30 000 Arbitrage : Edward Bellion |
| Ledesma (es) - Servín, Quirarte, Zavala, Herrera (en) - Cruz, Fernández, Galindo - Hernández, de la Torre (en) ( 68e Lira), Mendizábal ( 46e ?) | Équipes                                                   | Williams - Richardson, D. Brown (en), Wade ( 14e Dill), L. Simmons, Q. Simmons ( 74e Castle) - Thompson (en), L. Brown, Swan, Hill - Stowell |          | Spectateurs : 30 000 Arbitrage : Edward Bellion | Spectateurs : 30 000 Arbitrage : Edward Bellion |

| 23 mai 1987 | Canada                        | 2 - 0 | États-Unis | National stadium (en) Saint-Jean de Terre-Neuve, Canada |                                               |
| | Mitchell 6e · Odinga (en) 51e | (1 - 0) |            | Spectateurs : 7 025 Arbitrage : Anthony Clift           | Spectateurs : 7 025 Arbitrage : Anthony Clift |
| Habermann - James, Kern (en), Moore, Hughes (en) - Odinga (en), Ragan, Lowery - Ianiero (en), Catliff ( 9e Bunbury), Mitchell ( 66e Pakos) | Équipes                       | Vanole - Krumpe, Trittschuh, Windischmann, Bliss - Caligiuri, Gabarra (en), Harkes - Eichmann ( 66e Klopas), Goulet, Gjonbalaj (en) ( 66e Murray) |            | Spectateurs : 7 025 Arbitrage : Anthony Clift           | Spectateurs : 7 025 Arbitrage : Anthony Clift |

| 30 mai 1987 | États-Unis                        | 3 - 0 | Canada | St. Louis Soccer Park Fenton, États-Unis             |                                                      |
| | Krumpe 32e 54e · Gabarra (en) 73e | (1 - 0) |        | Spectateurs : 5 253 Arbitrage : Arturo Brizio Carter | Spectateurs : 5 253 Arbitrage : Arturo Brizio Carter |
| | Rapport                           | |        | Spectateurs : 5 253 Arbitrage : Arturo Brizio Carter | Spectateurs : 5 253 Arbitrage : Arturo Brizio Carter |
| Vanole - Windischmann, Krumpe, Trittschuh, Doyle, Bliss - Borja (en) ( 63e Eichmann), Gabarra (en), Harkes - Murray, Goulet | Équipes                           | Habermann - James ( Hooper), Kern (en), Moore, Hughes (en) - Odinga (en), Ragan, Miller - Ianiero (en), Catliff ( Domazetis), Mitchell |        | Spectateurs : 5 253 Arbitrage : Arturo Brizio Carter | Spectateurs : 5 253 Arbitrage : Arturo Brizio Carter |

#### Zone Amérique Centrale (UNCAF)
| Équipe 1 | Résultat | Équipe 2  | Aller | Retour |
| -------- | -------- | --------- | ----- | ------ |
| Panama   | 3 - 4    | Salvador  | 1 - 1 | 2 - 3  |
| Honduras | 3 - 4    | Guatemala | 1 - 2 | 2 - 2  |

#### Détail des rencontres
| 19 avril 1987 | Panama            | 1 - 1                                                                                                   | Salvador          | Estadio Revolución Panama, Panama                      |                                                        |
| | Mendieta (en) 87e | (0 - 1)                                                                                                 | Palacios (en) 26e | Spectateurs : 3 000 Arbitrage : José Víctor Chinchilla | Spectateurs : 3 000 Arbitrage : José Víctor Chinchilla |
| Cáceres - Walter, Barrios, Poyatos (en), Julio - Reid, González, Piggott (en) - R. Guevara (en), Mendieta (en), P. Guevara | Équipes           | Mora - Lucero, Orellana, Fagoaga, Díaz - Huezo, Pantoja, Pacheco, Rugamas, Canales (en) - Palacios (en) |                   | Spectateurs : 3 000 Arbitrage : José Víctor Chinchilla | Spectateurs : 3 000 Arbitrage : José Víctor Chinchilla |

| 17 mai 1987 | Salvador                            | 3 - 2 | Panama                  | Estadio de Cuscatlán San Salvador, Salvador |                         |
| | Rugamas 8e · S. Coreas (en) 45e 68e | (2 - 0) | R. Guevara (en) 52e 79e | Arbitrage : Jorge Urías                     | Arbitrage : Jorge Urías |
| Mora - Cartagena, Rodríguez, Orellana, Portillo - Perla, Rugamas, Huezo, Canales (en) - Palacios (en) ( López), S. Coreas (en) ( Pacheco) | Équipes                             | Cáceres - Baris, Julio, Poyatos (en), Walter - R. Guevara (en), Gutiérrez - Valdés, P. Guevara, Piggott (en), Umaniego |                         | Arbitrage : Jorge Urías                     | Arbitrage : Jorge Urías |

| 17 mai 1987 | Honduras      | 1 - 2      | Guatemala               | Estadio Nacional Tegucigalpa, Honduras |                                |
|             | Smith (en) 7e | (1 - 1)    | Monzón 43e · Chacón 84e | Arbitrage : Berny Ulloa Morera         | Arbitrage : Berny Ulloa Morera |
|             | Équipes       | Monzón 65e |                         | Arbitrage : Berny Ulloa Morera         | Arbitrage : Berny Ulloa Morera |

| 31 mai 1987 | Guatemala                 | 2 - 2   | Honduras      | Estadio Mateo Flores Guatemala, Guatemala |                                  |
|             | ? 53e (pen.) · Chacón 85e | (0 - 1) | ? 27e · ? 58e | Arbitrage : Tomás Herrera García          | Arbitrage : Tomás Herrera García |

#### Zone Caraïbes (CFU)

##### Tour préliminaire
| Équipe 1           | Résultat | Équipe 2               | Aller | Retour |
| ------------------ | -------- | ---------------------- | ----- | ------ |
| Bahamas            | 1 - 6    | Guyana                 | 1 - 3 | 0 - 3  |
| Barbade            | 1 - 0    | Jamaïque               | 0 - 0 | 1 - 0  |
| Antigua-et-Barbuda | 1 - 1 E  | République dominicaine | 1 - 1 | 0 - 0  |
| Trinité-et-Tobago  | -        | Suriname forfait       | -     | -      |

##### Détail des rencontres
| 25 janvier 1987 | Bahamas | 1 - 3   | Guyana | Thomas Robinson Stadium Nassau, Bahamas |                               |
|                 |         | (? - ?) |        | Arbitrage : Roberto Hernández           | Arbitrage : Roberto Hernández |

| 22 février 1987 | Guyana | 3 - 0   | Bahamas | Bourda Cricket Ground (en) Georgetown, Guyana |                                    |
|                 |        | (? - ?) |         | Arbitrage : Richard Ramcharan (hu)            | Arbitrage : Richard Ramcharan (hu) |

| 22 mars 1987 | Barbade | 0 - 0   | Jamaïque | Stade national de Barbade Bridgetown, Barbade |                                               |
|              |         | (0 - 0) |          | Spectateurs : 5 000 Arbitrage : Gerald Laurie | Spectateurs : 5 000 Arbitrage : Gerald Laurie |

| 5 avril 1987 | Jamaïque | 0 - 1   | Barbade  | Independence Park Kingston, Jamaïque |                                |
|              |          | (0 - 1) | Hall 38e | Arbitrage : Osvaldo Bréa Ramos       | Arbitrage : Osvaldo Bréa Ramos |

| 26 avril 1987 | Antigua-et-Barbuda | 1 - 1   | République dominicaine | Antigua Recreation Ground (en) Saint John's, Antigua-et-Barbuda |                                    |
|               | Deterville 59e     | (0 - 0) | Nova 67e               | Arbitrage : Richard Ramcharan (hu)                              | Arbitrage : Richard Ramcharan (hu) |

| 3 mai 1987 | République dominicaine | 0 - 0   | Antigua-et-Barbuda | Estadio Olímpico Juan Pablo Duarte Saint-Domingue, République dominicaine |                              |
|            |                        | (0 - 0) |                    | Arbitrage : Winston Campbell                                              | Arbitrage : Winston Campbell |

|  | Trinité-et-Tobago | Q. - forfait | Suriname |  |  |
|  |                   |              |          |  |  |

##### Premier tour
| Équipe 1          | Résultat | Équipe 2               | Aller | Retour |
| ----------------- | -------- | ---------------------- | ----- | ------ |
| Trinité-et-Tobago | 3 - 1    | Barbade                | 2 - 0 | 1 - 1  |
| Guyana            | 6 - 1    | République dominicaine | 4 - 0 | 2 - 1  |

##### Détail des rencontres
| 10 mai 1987 | Trinité-et-Tobago                       | 2 - 0                                                                                      | Barbade | National Stadium Port-d'Espagne, Trinité-et-Tobago |                                |
| | Blaggrove 11e (csc) · P. Jones (en) 33e | (2 - 0)                                                                                    |         | Arbitrage : Berny Ulloa Morera                     | Arbitrage : Berny Ulloa Morera |
| Maurice - Williams (en), Morris, Francis, K. Jones - Fraser, Streete, Latapy, Faustin (de) - P. Jones (en), Denoon ( Charles (en)) | Équipes                                 | Blaggrove - Blunt, Gibbons, Hall, Niles - Ellis, Forde (en), ?, Alleyne - Nicholls, Clarke |         | Arbitrage : Berny Ulloa Morera                     | Arbitrage : Berny Ulloa Morera |

| 24 mai 1987 | Barbade   | 1 - 1 | Trinité-et-Tobago | Stade national de Barbade Bridgetown, Barbade    |                                                  |
| | Niles 42e | (1 - 1) | Faustin (de) 41e  | Spectateurs : 7 000 Arbitrage : Humphrey Ignacio | Spectateurs : 7 000 Arbitrage : Humphrey Ignacio |
| Blaggrove - Blunt, Holder, Hall, Niles - Lewis ( 66e Sealy), Forde (en), Goddard, Alleyne - Nicholls ( 46e Richards), Clarke | Équipes   | Maurice - Williams (en), Morris, Francis, K. Jones - Fraser, Streete, Latapy, Faustin (de) - P. Jones (en), Denoon ( 74e Alibey) |                   | Spectateurs : 7 000 Arbitrage : Humphrey Ignacio | Spectateurs : 7 000 Arbitrage : Humphrey Ignacio |

| 31 mai 1987                                                                                              | Guyana                         | 4 - 0   | République dominicaine | Bourda Cricket Ground (en) Georgetown, Guyana |                           |
| | Maxwell · Forde · Alphonso Jr. | (? - ?) |                        | Arbitrage : John Melville                     | Arbitrage : John Melville |
| G.A. Williams - Archer , Taylor, S. Williams, Bowen - Barnwell, Gordon, ? - Maxwell, Alphonso Jr., Forde | Équipes                        |         |                        | Arbitrage : John Melville                     | Arbitrage : John Melville |

| 7 juin 1987 | République dominicaine | 1 - 2   | Guyana          | Estadio Olímpico Juan Pablo Duarte Saint-Domingue, République dominicaine |                                 |
|             | ?                      | (? - ?) | S. Williams · ? | Arbitrage : Omar Tribulo Monson                                           | Arbitrage : Omar Tribulo Monson |

### Tournoi final

#### Groupe 1
| Rang | Équipe            | Pts | J | G | N | P | Bp | Bc | Diff |  | Résultats (▼ dom., ► ext.) |     |     |     |
| ---- | ----------------- | --- | - | - | - | - | -- | -- | ---- |  | -------------------------- | --- | --- | --- |
| 1    | États-Unis        | 8   | 4 | 4 | 0 | 0 | 13 | 4  | +9   |  | États-Unis                 |     | 4-1 | 4-1 |
| 2    | Trinité-et-Tobago | 2   | 3 | 1 | 0 | 2 | 2  | 5  | -3   |  | Trinité-et-Tobago          | 0-1 |     | -   |
| 3    | Salvador          | 0   | 3 | 0 | 0 | 3 | 3  | 9  | -6   |  | Salvador                   | 2-4 | 0-1 |     |

#### Détail des rencontres
| 5 septembre 1987 | États-Unis                          | 4 - 1 | Trinité-et-Tobago | St. Louis Soccer Park Fenton, États-Unis               |                                                        |
| | Goulet 39e 79e 89e · Stollmeyer 61e | (1 - 0) | Fonrose 59e       | Spectateurs : 3 109 Arbitrage : José Víctor Chinchilla | Spectateurs : 3 109 Arbitrage : José Víctor Chinchilla |
| Vanole - Windischmann , Banks, Trittschuh, Crow, Bliss ( 67e Davis) - Perez, Stollmeyer, Kain (en) - Klopas ( 65e Hantak (en)), Goulet | Équipes                             | Lovel - Williams (en), Morris, Waterman, K. Jones - Streete ( 82e Francis), Latapy, Charles (en), De Silva - Lewis (en), Fonrose ( 70e P. Jones (en)) |                   | Spectateurs : 3 109 Arbitrage : José Víctor Chinchilla | Spectateurs : 3 109 Arbitrage : José Víctor Chinchilla |

| 20 septembre 1987 | Trinité-et-Tobago | 0 - 1 | États-Unis       | Queen's Park Oval Port-d'Espagne, Trinité-et-Tobago |                                              |
| |                   | (0 - 0) | Perez 56e (pen.) | Spectateurs : 12 000 Arbitrage : Rolando Paz        | Spectateurs : 12 000 Arbitrage : Rolando Paz |
| | Rapport           | |                  | Spectateurs : 12 000 Arbitrage : Rolando Paz        | Spectateurs : 12 000 Arbitrage : Rolando Paz |
| Maurice - Williams (en), Morris, Francis - Latapy, De Silva, Charles (en) ( 65e Skeene (en)), Faustin (de) - P. Jones (en), Lewis (en), Fonrose ( 56e Hudder) | Équipes           | Vanole - Windischmann , Banks, Trittschuh, Crow, Bliss - Stollmeyer ( 46e Davis), Gabarra (en), Krumpe - Perez ( 85e Eichmann), Goulet |                  | Spectateurs : 12 000 Arbitrage : Rolando Paz        | Spectateurs : 12 000 Arbitrage : Rolando Paz |

| 18 octobre 1987 | Salvador                                | 2 - 4 | États-Unis                             | Estadio de Cuscatlán San Salvador, Salvador    |                                                |
| | Rodríguez 30e (pen.) · Canales (en) 71e | (1 - 3) | Goulet 4e · Klopas 10e · Perez 19e 65e | Spectateurs : 45 000 Arbitrage : Derek Douglas | Spectateurs : 45 000 Arbitrage : Derek Douglas |
| | Rapport                                 | |                                        | Spectateurs : 45 000 Arbitrage : Derek Douglas | Spectateurs : 45 000 Arbitrage : Derek Douglas |
| C. Rivera - N. Rivera, Rodríguez, Orellana, Estrada ( 59e López) - Huezo, Pacheco, Perla, C. Coreas - Canales (en), Palacios (en) | Équipes                                 | Vanole - Windischmann, Doyle, Trittschuh, Crow, Bliss - Davis , Krumpe, Perez - Klopas, Goulet ( 56e Kerr Jr. (en)) |                                        | Spectateurs : 45 000 Arbitrage : Derek Douglas | Spectateurs : 45 000 Arbitrage : Derek Douglas |

| 15 mai 1988 | Salvador | 0 - 1 | Trinité-et-Tobago | Estadio de Cuscatlán San Salvador, Salvador     |                                                 |
| |          | (0 - 0) | Corneal 52e       | Spectateurs : 25 000 Arbitrage : David Brummitt | Spectateurs : 25 000 Arbitrage : David Brummitt |
| Rosales - Lazo ( Burgos (en)), Trigueros (en), Cárcamo, Chachagua - Rivera, Cartagena, García - Alfaro, Contreras ( Ventura), Zapata | Équipes  | Maurice - Francis, Lawrence, Morris, Faustin (de) - Williams (en), Jamerson ( Lewis (en)), Charles (en) - Allen ( Kenwick), Skeene (en), Corneal |                   | Spectateurs : 25 000 Arbitrage : David Brummitt | Spectateurs : 25 000 Arbitrage : David Brummitt |

| 25 mai 1988 | États-Unis                                 | 4 - 1 | Salvador   | Kuntz Memorial Soccer Stadium Indianapolis, États-Unis |                                                        |
| | Goulet 8e 24e · Davis 88e · Lazo 90e (csc) | (2 - 0) | Zapata 59e | Spectateurs : 9 529 Arbitrage : Edgardo Codesal Méndez | Spectateurs : 9 529 Arbitrage : Edgardo Codesal Méndez |
| Vanole - Diffley (en), Trittschuh, Doyle, Krumpe - Davis , Ramos ( 63e Borja (en)), Murray, Gabarra (en) - Goulet, Vermes | Équipes                                    | Rosales - Trigueros (en), Cárcamo ( 68e Alfaro), Estrada, Chachagua - Contreras ( 46e Ayala), García, Rivera , Borja - Zapata, Lazo |            | Spectateurs : 9 529 Arbitrage : Edgardo Codesal Méndez | Spectateurs : 9 529 Arbitrage : Edgardo Codesal Méndez |

| 29 mai 1988 | Trinité-et-Tobago | non disputé | Salvador |  |  |
|             |                   |             |          |  |  |

#### Groupe 2
| Rang | Équipe    | Pts | J | G | N | P | Bp | Bc | Diff |  | Résultats (▼ dom., ► ext.) |     |     |     |
| ---- | --------- | --- | - | - | - | - | -- | -- | ---- |  | -------------------------- | --- | --- | --- |
| 1    | Mexique   | 5   | 4 | 1 | 3 | 0 | 1  | 0  | +1   |  | Mexique                    |     | 2-1 | 2-0 |
| 2    | Guatemala | 4   | 3 | 1 | 2 | 0 | 3  | 0  | +3   |  | Guatemala                  | 0-3 |     | 6-0 |
| 3    | Guyana    | 1   | 3 | 0 | 1 | 2 | 0  | 4  | -4   |  | Guyana                     | 0-9 | 0-3 |     |

#### Détail des rencontres
| 18 octobre 1987 | Guatemala                                               | 6 - 0 | Guyana | Estadio del Ejército Guatemala, Guatemala   |                                             |
| | Rivera (en) 19e · Chacón 24e 64e 72e · Westphal 41e 58e | (3 - 0) |        | Spectateurs : 5 000 Arbitrage : Rex Osborne | Spectateurs : 5 000 Arbitrage : Rex Osborne |
| | Rapport                                                 | |        | Spectateurs : 5 000 Arbitrage : Rex Osborne | Spectateurs : 5 000 Arbitrage : Rex Osborne |
| Jérez (en) - Hernández, Monge, Monzón, Rivera (en), Funes - Ceballos ( 65e Castañeda), Solórzano - Chacón, Westphal, Pérez (en) ( 72e Vargas) | Équipes                                                 | G.A. Williams - Bowen, S. Williams, Archer , Murray, Maxwell - Gordon, Hinckson - Arjoon, Barnwell, Forde ( London) |        | Spectateurs : 5 000 Arbitrage : Rex Osborne | Spectateurs : 5 000 Arbitrage : Rex Osborne |

| 25 octobre 1987 | Guyana  | 0 - 3 | Guatemala                       | Estadio del Ejército Guatemala, Guatemala            |                                                      |
| |         | (0 - 1) | Chacón 19e 55e · Pérez (en) 60e | Spectateurs : 8 000 Arbitrage : Gord Arrowsmith (en) | Spectateurs : 8 000 Arbitrage : Gord Arrowsmith (en) |
| | Rapport | |                                 | Spectateurs : 8 000 Arbitrage : Gord Arrowsmith (en) | Spectateurs : 8 000 Arbitrage : Gord Arrowsmith (en) |
| G.A. Williams - Gibbons ( Bowen), S. Williams, Archer , O'Choa - Gordon, Maxwell, Hinckson - Kistoo, Barnwell ( Forde), Arjoon | Équipes | Jérez (en) - Hernández, Monzón ( Betancourt), Monge, Rivera (en) - Ceballos, Solórzano, Funes - Westphal, Chacón ( Vargas), Pérez (en) |                                 | Spectateurs : 8 000 Arbitrage : Gord Arrowsmith (en) | Spectateurs : 8 000 Arbitrage : Gord Arrowsmith (en) |

| 2 décembre 1987                                                                                                  | Guyana  | 0 - 9 | Mexique | Santa Ana Stadium (en) Santa Ana, États-Unis |                            |
| |         | (0 - 4) | Flores 29e · de la Torre (en) 32e 50e · Hernández 38e · Galindo 42e 59e · Hernández 69e · Quirarte 72e · Hermosillo 88e | Arbitrage : Felix Fuksmann                   | Arbitrage : Felix Fuksmann |
| G.A. Williams - S. Williams, Archer , O'Choa, Maxwell, Ashton Taylor, Barnwell, Forde - Arjoon, Cummings, Gordon | Équipes | Larios - Hernández, Quirarte, Cruz, España - Muñoz ( 67e Jiménez (en)), Negrete, Galindo - Hernández, de la Torre (en) ( 67e Hermosillo), Flores | | Arbitrage : Felix Fuksmann                   | Arbitrage : Felix Fuksmann |

| 9 décembre 1987 | Mexique | 2 - 0         | Guyana | Estadio Andrés Quintana Roo Cancún, Mexique |
|                 |         | (non disputé) |        |                                             |

| 3 février 1988 | Mexique                           | 2 - 1 | Guatemala      | Estadio Nemesio Díez Toluca, Mexique                |                                                     |
| | de la Torre (en) 41e · Flores 42e | (2 - 0) | Pérez (en) 90e | Spectateurs : 30 000 Arbitrage : Lennox Sirjuesingh | Spectateurs : 30 000 Arbitrage : Lennox Sirjuesingh |
| Larios - España, Quirarte, Muñoz, Díaz (en) - Dávalos ( 69e Jiménez (en)), Negrete, Galindo - Hernández, Flores, de la Torre (en) ( 76e Hermosillo) | Équipes                           | Menjívar - Rodríguez ( 46e Girón), Wellmann, Monzón, Rivera (en) - Solórzano, Ceballos, Funes, Chacón ( 82e Castañeda) - Westphal, Pérez (en) |                | Spectateurs : 30 000 Arbitrage : Lennox Sirjuesingh | Spectateurs : 30 000 Arbitrage : Lennox Sirjuesingh |

| 14 février 1988 | Guatemala | 0 - 3 | Mexique                                             | Estadio del Ejército Guatemala, Guatemala           |                                                     |
| |           | (0 - 1) | Galindo 6e (pen.) · Flores 49e · Javier Aguirre 56e | Spectateurs : 18 000 Arbitrage : Osvaldo Bréa Ramos | Spectateurs : 18 000 Arbitrage : Osvaldo Bréa Ramos |
| | Rapport   | |                                                     | Spectateurs : 18 000 Arbitrage : Osvaldo Bréa Ramos | Spectateurs : 18 000 Arbitrage : Osvaldo Bréa Ramos |
| Menjívar - Girón ( 46e Paredes), Wellmann, Monzón, Rivera (en) - Solórzano, Ceballos, Castro, Funes - Westphal, Pérez (en) | Équipes   | Larios - España, Quirarte, Esparza (en), Servín - Muñoz, Aguirre, Negrete, Galindo - Flores ( 76e Cruz), Hernández |                                                     | Spectateurs : 18 000 Arbitrage : Osvaldo Bréa Ramos | Spectateurs : 18 000 Arbitrage : Osvaldo Bréa Ramos |